# EBITA
EBITA è un acronimo inglese che significa earnings before interest, taxes and amortization ovvero utili prima degli interessi, delle imposte e degli ammortamenti dei beni immateriali (avviamento). 
Questo indice utilizzato in economia aziendale definisce il margine operativo di un'azienda al netto degli ammortamenti delle immobilizzazioni materiali (in inglese depreciation), ma al lordo degli ammortamenti delle immobilizzazioni immateriali (in inglese amortization).
Tale configurazione di reddito ha lo scopo di fornire una misura il più oggettiva possibile della ricchezza generabile attraverso la gestione operativa, isolando gli effetti di una componente che è frequentemente oggetto di politiche di bilancio, ovvero le immobilizzazioni immateriali. In tal senso è un indicatore meno volatile rispetto all'EBIT, il quale si ottiene sottraendo dallo stesso EBITA gli ammortamenti delle immobilizzazioni.